# 스콧 고럼
스콧 고럼(영어: Scott Gorham, 1951년 3월 17일 ~ )은 미국의 기타리스트 겸 작곡가로서 아일랜드 록 밴드인 씬 리지의 "트윈 리드 기타리스트" 중 한 명이었다. 씬 리지의 창단 멤버는 아니지만 1974년 오디션을 통과해 연속 멤버로 활동하면서 원조 기타리스트 에릭 벨과 잠시 후임으로 활동한 게리 무어의 이탈 이후 밴드의 미래가 불투명했던 시기에 합류했다. 고럼은 1984년 밴드가 해체될 때까지 씬 리지와 함께 있었다. 그와 기타리스트 브라이언 로버트슨은 동시에 고용되어 밴드에서 가장 비판적으로 성공한 시기의 시작을 알렸고, 씬 리지의 트윈 리드 기타 스타일을 함께 개발하면서 듀얼 백 보컬도 기여했다. 고럼은 창시자 브라이언 다우니(드러머)와 프런트맨 겸 베이시스트 필 라이넛 이후 가장 긴 멤버를 가진 밴드 멤버다.
고럼은 1996년부터 기타와 백 보컬에서 씬 리지와 함께 공연을 계속해 왔으며, 1986년 밴드 리더 라이넛의 사망 이후 다양한 라인업을 조립했다. 2012년 고럼은 신소재를 선보이기 위해 씬 리지 스핀오프 밴드인 블랙 스타 라이더즈를 공동 창단했다.

## 사생활
고럼은 결혼해서 런던에 산다. 그의 조카 제시 시벤버그는 현재 리시와 함께 공연하고 있는 프로 기타리스트다. 그의 여동생 비키는 친한 친구이자 슈퍼트램프의 드러머 밥 시벤버그와 결혼했다.